# Йоганн Якоб Неггерат
Йоганн Якоб Неггерат (народився 10 жовтня 1788 у Бонні; † 13 вересня 1877 там же) — німецький мінералог і геолог.

## Життєпис
Неггерат був сином курфюрства Кельна і директора шахти Карла Неггерата (1765–1828).
Він провів свої шкільні роки в École centrale у Кельні. Потім він спочатку став комісаром гірничої промисловості на французькій службі, але потім у 1814 році він став королівським прусським таємним гірничим радником. З 1818 року Неггерат був професором мінералогії, а потім геології в Боннському університеті. З 1824 року він протягом майже півстоліття написав велику кількість наукових статей для відомої на той час газети Kölnische Zeitung. Він також займався журналістським хобі: досліджував процеси над відьмами середньовіччя. У 1826 році Неггерат був ректором університету. Помер 13 вересня 1877 року в Бонні. Його могила знаходиться на Старому кладовищі.
У 1815 році він одружився з Жозефою Прімавесі († 1829), овдовілою Гертер. Від шлюбу залишилося двоє синів і дві дочки, з них: Еміль Оскар Якоб Бруно (1827–1895), гінеколог.
Після смерті своєї першої дружини він одружився з Амалією Аншютц, овдовілою Вінклер, у 1830 році; вижили троє синів і дві дочки.

## Друковані праці
- Das Gebirge in Rheinland-Westphalen, nach mineralogischem und chemischem Bezuge. 4 Bände. 1822—1826
- Die Entstehung der Erde. 1843
- Der Laacher See und seine vulkanischen Umgebungen. Lüderitz, Berlin 1870 (books.google.de)
- Zeugnis über den architektonisch-technischen Wert des vulkanischen Tuffsteines von Weibern. Bonn 1874 (Digitalisat)